# حذف تدریجی انرژی هسته‌ای

۸ رآکتور هسته‌ای آلمان که به دنبال حادثهٔ اتمی فوکوشیما در ۶ اوت ۲۰۱۱ برای همیشه تعطیل شدند.

حذف تدریجی انرژی هسته‌ای به معنای قطع استفاده از انرژی هسته‌ای برای تولید انرژی است. که به دلیل نگرانی در مورد انرژی هسته‌ای آغاز شد. حذف تدریجی معمولاً شامل تعطیلی نیروگاه‌های هسته‌ای و جایگزینی آن با سوخت‌های فسیلی و انرژی‌های تجدیدپذیر صورت می‌گیرد. سه حادثهٔ هسته‌ای بر توقف انرژی هسته‌ای تأثیر گذاشته است: حادثهٔ اتمی تری مایل آیلند در سال ۱۹۷۹ در ایالات متحده، فاجعهٔ چرنوبیل در سال ۱۹۸۶ در اتحاد جماهیر شوروی (اوکراین کنونی) و فاجعهٔ هسته‌ای فوکوشیما در ژاپن در سال ۲۰۱۱.
پس از حادثهٔ فوکوشیما، آلمان ۸ رآکتور از ۱۷ رآکتور خود را برای همیشه تعطیل کرده و متعهد شد که بقیهٔ رآکتورها را تا پایان سال ۲۰۲۲ ببندد. در اواخر سال ۲۰۲۱ به جز سه نیروگاه هسته‌ای، بقیهٔ نیروگاه‌های هسته‌ای آلمان تعطیل شدند. ایتالیا با اکثریت قاطع رأی داد تا کشور خود را غیرهسته‌ای نگه دارد.سوئیسو اسپانیا ساخت رآکتورهای جدید را ممنوع کرده‌اند. نخست‌وزیر ژاپن خواستار کاهش چشمگیر اتکای ژاپن به انرژی هسته‌ای شد. رئیس‌جمهور تایوان نیز همین کار را کرد.
اثرات تعطیلی هسته‌ای بر ترکیب تولید برق، پس از حادثهٔ فوکوشیما، به‌طور قابل توجهی اهداف کاهش انتشار گازهای گلخانه‌ای را در این کشورها به عقب انداخت. در یک پژوهش اخیر در مورد تأثیرات کاهش تدریجی نیروگاه‌های هسته‌ای آلمان و ژاپن به این نتیجه می‌رسد که با ادامهٔ فعالیت نیروگاه‌های هسته‌ای این دو کشور می‌توانستند از ۲۸۰۰۰ مرگ ناشی از آلودگی هوا و انتشار ۲۴۰۰ میلیون تُن کربن دی‌اکسید بین سال‌های ۲۰۱۱ و ۲۰۱۷ جلوگیری کنند. از سال ۲۰۲۱، ژاپن برای راه‌اندازی مجدد ۳۰ رآکتور تا سال ۲۰۳۰و همچنین سرمایه‌گذاری در توسعهٔ رآکتورهای کوچک مدولار (SMR) در آینده برنامه‌ریزی کرد.
از سال ۲۰۱۶، کشورهایی از جمله استرالیا، اتریش، دانمارک، ایرلند، ایتالیا، استونی، لتونی، لیختن‌اشتاین، لوکزامبورگ، مالزی، مالت، نیوزیلند، نروژ، پرتغال و صربستان هیچ نیروگاه هسته‌ای ندارند و همچنان مخالف انرژی هسته‌ای هستند. آلمان، اسپانیا و سوئیس برنامهٔ هسته‌ای را تا سال ۲۰۳۰ حذف می‌کنند. با این حال، چندین کشور که قبلاً مخالف باز کردن برنامه‌های هسته‌ای یا برنامه‌ریزی برای توقف تدریجی بودند، در سال‌های اخیر به دلیل نگرانی‌های اقلیمی و استقلال انرژی، مسیر خود را تغییر داده‌اند، از جمله بلژیک، فیلیپین،یونان، سوئد و کرهٔ جنوبی. در سطح دنیا رآکتورهای زیادی در سال‌های اخیر بسته شده‌اند با این حال ظرفیت کلی انرژی هسته‌ای در جهان افزایش یافته است. در برخی کشورها رآکتورهای نسل دوم دارند به پایان عمر خود می‌رسند، برخی از کشورها آن‌ها را با رآکتورهای نسل سوم یا آنچه که "رآکتورهای نسل III+" نامیده می‌شود جایگزین می‌کنند. در حالی که رآکتورهای نسل چهارم شامل رآکتورهای کوچک مدولار هستند، بیشتر طرح‌های "تکاملی" مانند EPR ظرفیت بالاتری نسبت به رآکتورهای مشابه نسل‌های قبلی دارند. علاوه بر این، کشورهایی مانند کانادا که تصمیم به نوسازی رآکتورهای کنونی کاندو خود از جمله در نیروگاه هسته‌ای بروس، بزرگ‌ترین نیروگاه هسته‌ای تک‌سایت که در خارج از آسیا قراره گرفته است را گرفته‌اند، با بهینه‌سازی راندمان، ظرفیت رآکتورهای موجود را افزایش داده‌اند.
تا سال ۲۰۲۲، ایتالیا تنها کشوری است که تمام نیروگاه‌های هسته‌ای فعال سابق خود را به‌طور دائم تعطیل کرده است و آلمان ۳ نیروگاه باقی‌مانده را تا پایان سال متوقف کرده است. لیتوانی و قزاقستان تنها نیروگاه‌های هسته‌ای خود را تعطیل کرده‌اند، اما قصد دارند نیروگاه‌های جدیدی برای جایگزینی آن‌ها بسازند، در حالی که ارمنستان تنها نیروگاه هسته‌ای خود را تعطیل کرد اما متعاقباً آن را دوباره راه‌اندازی کرد. اتریش هرگز از اولین نیروگاه هسته‌ای خود که به‌طور کامل ساخته شده بود استفاده نکرد. به دلایل مالی، سیاسی و فنی، کوبا، لیبی، کرهٔ شمالی و لهستان هرگز ساخت اولین نیروگاه‌های هسته‌ای خود را به پایان نرساندند (اگرچه کرهٔ شمالی و لهستان قصد دارند این کار را انجام دهند). آذربایجان، بنگلادش، گرجستان، غنا، ایرلند، کویت، عمان، پرو، ونزوئلا اگرچه برنامه‌ریزی کرده‌اند، ولی هیچ‌گاه اولین نیروگاه‌های هسته‌ای خود را نساخته‌اند. بین سال‌های ۲۰۰۵ و ۲۰۲۱، تولید جهانی انرژی هسته‌ای ۱٫۱ درصد افزایش یافته است.